# Льеж (провинция)
Льеж (фр. Liège, валлон. Lidje, нем. Lüttich, нидерл. Luik) — одна из десяти провинций Бельгии и одна из пяти валлонских провинций.
Граничит с Лимбургом, провинцией Намюр, Фламандским Брабантом, Валлонским Брабантом, провинцией Люксембург, государством Люксембург, Нидерландами и Германией. Административный центр — город Льеж. Состоит из 84 муниципалитетов. На востоке провинции, у границы с Германией расположены так называемые Восточные Кантоны — место компактного проживания немецкоязычного меньшинства.
В провинции Льеж находится популярный курорт Спа, а также Визе, единственный франкоязычный город на границе с Нидерландами.

## Основные данные
- Площадь: 3862 км².
- Самая высокая точка: гора Ботранж, 694 метра над уровнем моря (высшая точка Бельгии).
- Важнейшие реки: Маас, Урт, Ведр, Амблев.
- Население: 1 067 685 чел. (2010).

## Административное деление
Провинция делится на 4 округа, которые, в свою очередь, состоят из 84 коммун.

## Достопримечательности
- Замок Райнхардштайн — отреставрированный средневековый каменный замок в Арденнах.

| Округ  | Число коммун | Население, чел. (2010) | Площадь, км² | Плотность, чел./км² |
| ------ | ------------ | ---------------------- | ------------ | ------------------- |
| Юи     | 17           | 107 832                | 659,36       | 163,54              |
| Льеж   | 24           | 604 062                | 796,87       | 758,04              |
| Вервье | 29           | 280 203                | 2 016,22     | 138,97              |
| Варем  | 14           | 75 588                 | 389,86       | 193,88              |
| Всего  | 84           | 1 067 685              | 3862,31      | 276,46              |

## Палеоантропология
На территории провинции Льеж (коммуна Анжи) в 1829 году в гроте Энгис был найден первый череп неандертальца Engis 2. В пещере Trou Al’Wesse (коммуна Модав), из осадочных отложений, где не сохранилось самих костей неандертальцев, генетики выделили неандертальскую мтДНК. Митохондриальную ДНК неандертальца из грота Фондс-де-Форе в муниципалитете Троо́ удалось секвенировать со 135-кратным покрытием. Этот геном отличается только одной парой оснований (bp) от митохондриальных геномов поздних неандертальцев Goyet Q57-1 из пещеры Гойе, Feldhofer 1 (Neanderthal 1) из германского грота Фельдхофер и Vindija 33.25 из хорватской пещеры Виндия. Популяция неандертальцев исчезла из бельгийских пещер Spy, Engis и Fonds-de-Forêt в период с 44 200 до 40 600 лет до н. э. (с вероятностью 95,4 %).